# Hans-Jürgen Ziegler
Hans-Jürgen „Eddie“ Ziegler (* 12. Mai 1951 in Bitterfeld) ist ein ehemaliger deutscher Stabhochspringer.

## Leben
Seit 1954 lebt er in Kassel und wurde in der Schule am Wall von seinem damaligen Klassenlehrer Alfred Groth, dem Bezirksvorsitzenden der Leichtathleten, entdeckt. Vor der Spezialisierung auf den Stabhochsprung war er auch im Hochsprung, 110-Meter-Hürdenlauf und Fünfkampf aktiv.
1971 wurde er Elfter bei den Leichtathletik-Europameisterschaften in Helsinki, und 1973 gewann er Silber bei den Leichtathletik-Halleneuropameisterschaften in Rotterdam. 1971 wurde er Deutscher Meister, 1970 Deutscher Vizemeister. In der Halle errang er 1971 und 1972 den nationalen Titel und wurde 1973 Vizemeister. Die Olympischen Sommerspiele verpasste er wegen einer langwierigen Verletzung am linken Sprungfuß, wegen welcher er im Januar 1974 seine Karriere beenden musste.
Hans-Jürgen Ziegler startete für den KSV Hessen Kassel und wurde dort zunächst von Paul Wachsmuth, später von Klaus Lehnertz trainiert. 
Von 2002 bis 2013 war er Schulleiter des Wilhelmsgymnasiums Kassel.

## Persönliche Bestleistungen
- Stabhochsprung: 5,30 m, 1. September 1971, Haiger
  - Halle: 5,35 m, 10. März 1973, Rotterdam